# Tetrataenita
La tetrataenita és un aliatge metàl·lic natiu compost de ferro i níquel de tipus L10 ordenat químicament, reconegut com a mineral l'any 1980. El mineral rep el nom de la seva estructura cristal·lina tetragonal i la seva relació amb l'aliatge ferro-níquel, taenita. És una de les fases minerals que es troben en el ferro meteòric.

## Descobriment
Va ser descoberta l'any 1979 a un meteorit de 320 kilograms que va caure l'any 1879 a Estherville, al Comtat d'Emmet (Iowa, Estats Units). Se n'ha trobat en diversos meteorits més, mai de manera natural a la Terra. Sol trobar-se associada a kamacita, troilita i taenita.

## Característiques
La tetrataenita és un aliatge de fórmula química FeNi (∼Fe55Ni44), que va ser aprovat com a espècie vàlida per l'Associació Mineralògica Internacional l'any 1979. Cristal·litza en el sistema tetragonal en forma de grans, normalment al voltant de la taenita. La seva duresa a l'escala de Mohs és 3,5.
Segons la classificació de Nickel-Strunz, la tetrataenita pertany a «01.AE: Metalls i aliatges de metalls, família ferro-crom» juntament amb els següents minerals: vanadi, molibdè, crom, ferro, kamacita, tungstè, taenita, antitaenita, cromferur, fercromur, wairauïta, awaruïta, jedwabita i manganès.

## Formació
La tetrataenita es forma de manera natural en meteorits de ferro que contenen taenita que es refreden lentament a una velocitat d'uns pocs graus per milió d'anys, cosa que permet ordenar els àtoms de Fe i Ni. Es troba més abundantment en meteorits de condrites de refredament lent, així com en mesosiderits. Amb un alt contingut de Ni (fins a un 52%) i temperatures per sota dels 320 °C (la temperatura de transició d'ordre-desordre), la tetrataenita es descompon a partir de la taenita i distorsiona la seva estructura cristal·lina cúbica centrada en la cara per formar l'estructura tetragonal L10.
La fase L10 es pot produir sintèticament per irradiació de neutrons o electrons de FeNi per sota de 593 K, per reducció d'hidrogen de NiFe₂O4 nanomètric o per cristal·lització d'aliatges de Fe-Ni en presència de traces de fòsfor.
El 2015, es va informar que es va trobar tetratenita en una roca terrestre, un cos de magnetita de les serres d'Indo-Myanmar al nord-est de l'Índia.

### Un protocol de laboratori per a la síntesi massiva, anunciat el 2022
La barreja de ferro, níquel i fòsfor en quantitats específiques i la fusió de la mescla forma tetrataenita en quantitats a granel, en segons. Aquest descobriment, anunciat el 2022, genera esperances que algunes de les tecnologies que actualment requereixen l'ús d'aliatges magnètics que contenen metalls de terres rares es puguin aconseguir amb imants fets de tetrataenita com a alternativa, que reduirien la dependència de les mines de terres rares tòxiques i perjudicials per al medi ambient, controlades en gran part pel govern xinès.

## Estructura del cristall
La tetrataenita té una estructura cristal·lina molt ordenada, de color cremós i amb anisotropia òptica. El seu aspecte es diferencia de la taenita, que és de color gris fosc amb poca reflectivitat. FeNi es forma fàcilment en una estructura cristal·lina cúbica, però no té anisotropia magnètica en aquesta forma. S'han trobat tres variants de l'estructura cristal·lina tetragonal L10, ja que l'ordenació química es pot produir al llarg de qualsevol dels tres eixos.

## Propietats magnètiques
La tetrataenita mostra una magnetització permanent, en particular, una alta coercitivitat. Té un producte d'energia magnètica teòrica, la quantitat màxima d'energia magnètica emmagatzemada, superior a 335 kJ m−3.

## Aplicacions
La tetrataenita és una candidata per substituir els imants permanents de terres rares com el samari i el neodimi, ja que tant el ferro com el níquel són abundants en terra i són econòmics.